# 72543 Сімонемарчі
72543 Сімонемарчі (72543 Simonemarchi) — астероїд головного поясу, відкритий 26 лютого 2001 року.
Тіссеранів параметр щодо Юпітера — 3,400.